# Modibo Sidibé
Pour les articles homonymes, voir Sidibé.
Modibo Sidibé est un homme d'État malien, né à Bamako le 7 novembre 1952. Il exerce les fonctions de Premier ministre du 28 septembre 2007 au 3 avril 2011, quand Cissé Mariam Kaïdama Sidibé lui succède.

## Biographie

### Jeunesse et formation
Modibo Sidibé, né le 7 novembre 1952 à Bamako est le frère cadet de l’ancien Premier ministre Mandé Sidibé et de l'ancienne ministre de la Santé Sy Oumou Louise Sidibé.
Il a suivi des études supérieures pendant lesquelles il a obtenu un brevet de parachutiste (1977), un brevet d’arme (1978), une maîtrise en droit public (1976, Perpignan en France), un diplôme d'études approfondies (DEA) en sciences pénales et criminologie (1979 à Aix-en-Provence en France), un DEA en théorie politique (1983 à Reims en France), un doctorat en sciences pénales et criminologie (1983 à Aix-en-Provence), un diplôme de l’École nationale de police du Mali (1977), et un certificat de droit des conflits armés (1985 à Sanremo en Italie).

### Carrière professionnelle
Fonctionnaire de police, il a également travaillé pour le ministère de la Défense. En 1991, Modibo Sidibé, directeur de cabinet du ministre délégué à la Sécurité intérieure, est nommé directeur de cabinet d’Amadou Toumani Touré, président du Comité de transition pour le salut du peuple (CTSP), après la chute du régime de Moussa Traoré.

### Parcours politique
En avril 1993, il entre au gouvernement en tant que ministre de la Santé, de la Solidarité et des Personnes âgées. Il est reconduit à ce poste dans les gouvernements successifs jusqu’au 16 septembre 1997 quand il devient ministre des Affaires étrangères et de la Coopération internationale.
Le 9 juin 2002, après l’élection du président de la République Amadou Toumani Touré, Modibo Sidibé est nommé secrétaire général de la présidence de la République. Il exerce cette fonction jusqu’au 9 septembre 2007. Il est alors nommé Premier ministre.

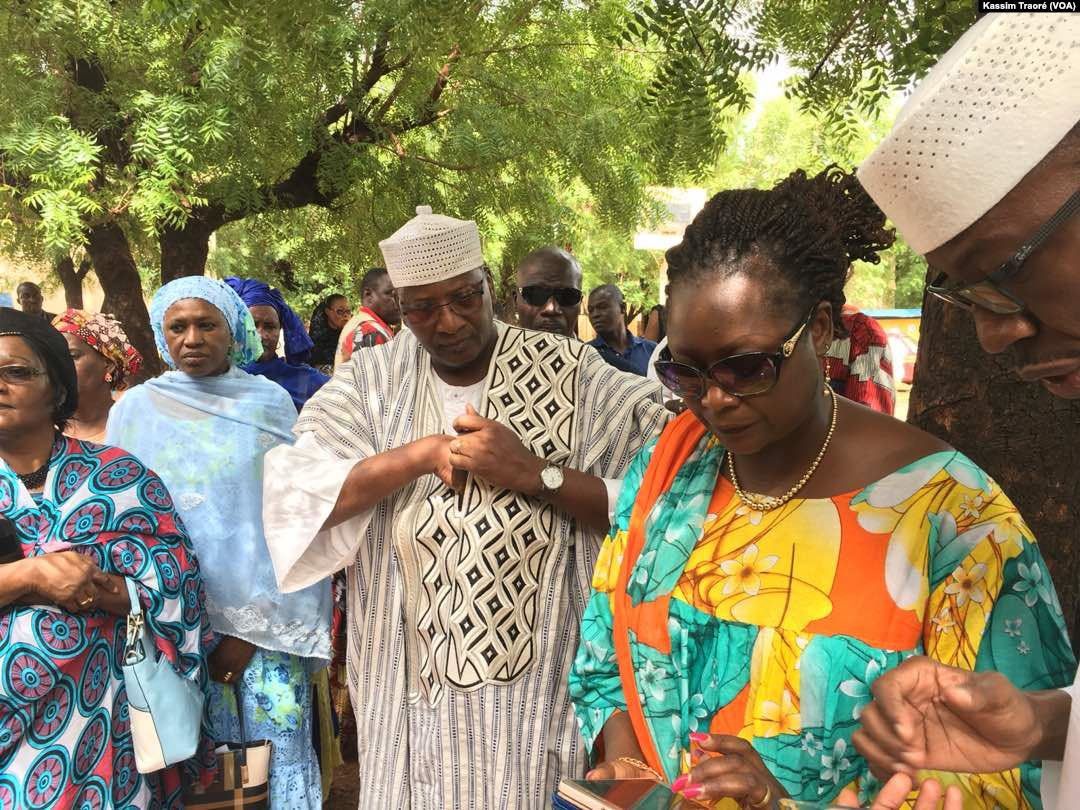
Le candidat Modibo Sidibé vote lors du premier tour de l'élection présidentielle de 2018.

Candidat à l'élection présidentielle d’avril 2012, il est arrêté le 22 mars 2012 lors d'un coup d'État mené par le Capitaine Amadou Haya Sanogo contre le président Amadou Toumani Touré puis libéré le 27 mars. Il est candidat à l'élection présidentielle malienne de 2018 et obtient 1,42 % des suffrages exprimés.